# Гвердзинети
Гвердзинети (груз. გვერძინეთი) — село в Грузии, на территории Карельского муниципалитета края (мхаре) Шида-Картли.

## География
Село находится в центральной части Грузии, на берегах реки Дзамы, на расстоянии приблизительно 16 километров (по прямой) к юго-западу от города Карели, административного центра муниципалитета. Абсолютная высота — 922 метра над уровнем моря.

## Население
По результатам официальной переписи населения 2014 года в Гвердзинети проживало 92 человека (49 мужчин и 43 женщины). В национальной структуре населения грузины составляли 92,4 %, осетины — 4,3 %, армяне — 3,3 %.
| Год  | Население, человек |
| ---- | ------------------ |
| 2002 | 117                |
| 2014 | ↘ 92               |